# Nisse (Musiker)
Nisse (* in Hamburg, bürgerlich Nisse Ingwersen) ist ein deutscher Singer-Songwriter aus Hamburg.

## Leben
Nisse wurde in Hamburg geboren und wuchs im Bezirk Hamburg-Harburg auf. Er ging für ein Jahr im Vereinigten Königreich zur Schule und entdeckte dort seine Vorliebe zur Rap-Musik. Mit 17 Jahren zog er zurück nach Hamburg. Dort gründete er mit Freunden eine Hip-Hop-Band, die sich mangels Erfolg jedoch schnell wieder auflöste. Nisse begann daraufhin selbst Texte zu schreiben und Musik zu produzieren. Er holte sein Abitur nach und begann eine Ausbildung zum Medienkaufmann. Nachdem er einige Demo-Tapes verschickte, wurde das Berliner Plattenlabel Four Music auf ihn aufmerksam und nahm ihn unter Vertrag. Sein Debüt-Album August erschien am 4. September 2015.
Als Songwriter war Nisse unter anderem für Peter Maffay und Matthias Schweighöfer tätig. An der Entstehung von Michael Schultes Lied You Let Me Walk Alone, mit dem dieser für Deutschland beim Eurovision Song Contest 2018 den vierten Platz belegte, war Nisse ebenfalls beteiligt.
Seit 2020 ist er Moderator der Funk-Internetserie Sounds Of.

## Diskografie

### Alben
- 2015: August (Erstveröffentlichung: 4. September 2015)
- 2017: Wie ein Mann (Erstveröffentlichung: 24. Februar 2017)
- 2018: Ciao (Erstveröffentlichung: 12. Oktober 2018)

### Singles
- 2015: Herz auf Beat (Erstveröffentlichung: 1. Juli 2015)
- 2018: Taxi (Erstveröffentlichung: 20. Juli 2018)
- 2023: Ich bereue nichts (Erstveröffentlichung 29. Dezember 2022)

### Gastbeiträge
- 2015: Atme den Regen (Kontra K feat. Nisse) (Erstveröffentlichung: 7. April 2015)